# Fernmeldeturm Otterndorf
Der Fernmeldeturm Otterndorf befindet sich am westlichen Stadtrand der Stadt Otterndorf, zehn Kilometer östlich von Cuxhaven. Der 90 Meter hohe Fernmeldeturm der Deutschen Funkturm ist ein Typenturm des Typs FMT 10. 
Neben dem nichtöffentlichen Richtfunk wird von hier die Region um Cuxhaven mit Rundfunkprogrammen versorgt. Auch die privaten Sender aus Hamburg verwenden diesen Sendestandort, um die zum Bundesland Hamburg gehörige Insel Neuwerk zu versorgen.

## Frequenzen und Programme

### Analoger Hörfunk (UKW)
| Frequenz (MHz) | Programm                | RDS PS            | RDS PI                | Regionalisierung   | ERP (kW) | Antennendiagramm rund (ND)/gerichtet (D) | Polarisation horizontal (H)/vertikal (V) |
| -------------- | ----------------------- | ----------------- | --------------------- | ------------------ | -------- | ---------------------------------------- | ---------------------------------------- |
| 88,5           | Radio Hamburg           | RADIO_HH          | D358                  | –                  | 2        | D (280–320°)                             | H                                        |
| 93,6           | Rock Antenne Hamburg    | _ROCK HH__        | D359                  | –                  | 2,7      | D (270–330°)                             | H                                        |
| 101,6          | Deutschlandfunk         | __DLF___          | D210                  | –                  | 2        | D (90–240°)                              | H                                        |
| 102,6          | ffn                     | ffn_Cux_ __ffn___ | DB88 (regional), D388 | Cuxhaven           | 20       | D (80–240°)                              | H                                        |
| 104,6          | Antenne Niedersachsen   | Ant._OFR Antenne_ | D889 (regional), D389 | Ostfriesland/Küste | 20       | D (80–240°)                              | H                                        |
| 107,7          | Deutschlandradio Kultur | DKULTUR_          | D220                  | –                  | 20       | D (80–240°)                              | H                                        |